# Ulica Mikołaja Kopernika w Żywcu
Ulica Kopernika – ulica w Żywcu, będąca częścią drogi wojewódzkiej nr 945. Biegnie od skrzyżowania z ulicą Komorowskich i ul. Witosa do granicy miasta z wsią Świnna.
Na całej długości jest częścią drogi wojewódzkiej 945 łączącej Żywiec z Korbielowem i dalej ze Słowacją.
Stanowi główną arterię komunikacyjną dzielnicy Sporysz, a także jedną z ważniejszych ulic w mieście, łącząc je z miejscowościami położonymi wzdłuż trasy Żywiec – Korbielów i ze Słowacją.
Przy ulicy znajduje się, m.in.: przychodnia rejonowa, Zespół Szkół Specjalnych, w skład którego wchodzą szkoła podstawowa, gimnazjum i zasadnicza szkoła zawodowa.
Ulicą kursują autobusy komunikacji miejskiej linii: 1, 2, 3, 6, 8 i 13 (osiem przystanków), a także autobusy PKS Żywiec.